# New Again
New Again è un album studio della band emo Taking Back Sunday, pubblicato il 2 giugno 2009.

## Tracce
1. New Again – 3:33
2. Sink into Me – 3:04
3. Lonely, Lonely – 2:49
4. Summer, Man – 3:51
5. Swing – 3:26
6. Where My Mouth Is – 3:52
7. Cut Me Up Jenny – 3:52
8. Catholic Knees – 2:48
9. Capital M-E – 2:49
10. Carpathia – 3:09
11. Everything Must Go – 4:44

## Formazione
- Adam Lazzara - voce
- Eddie Reyes - chitarra
- Matt Rubano - basso
- Mark O'Connel - batteria
- Matt Fazzi - chitarra e voce d'accompagnamento